# Augusta Holmès
Augusta Holmès (Parigi, 16 dicembre 1847 – Parigi, 28 gennaio 1903) è stata una compositrice irlandese naturalizzata francese.
In un primo momento pubblicò sotto lo pseudonimo di Hermann Zenta. Nel 1871 divenne cittadina francese e aggiunse l'accento al suo cognome. Lei stessa ha scritto i testi di quasi tutte le sue canzoni e oratori, così come il libretto della sua opera La Montagne Noire e le poesie programmatiche per i suoi poemi sinfonici tra cui Irlande e Andromède.

## Biografia

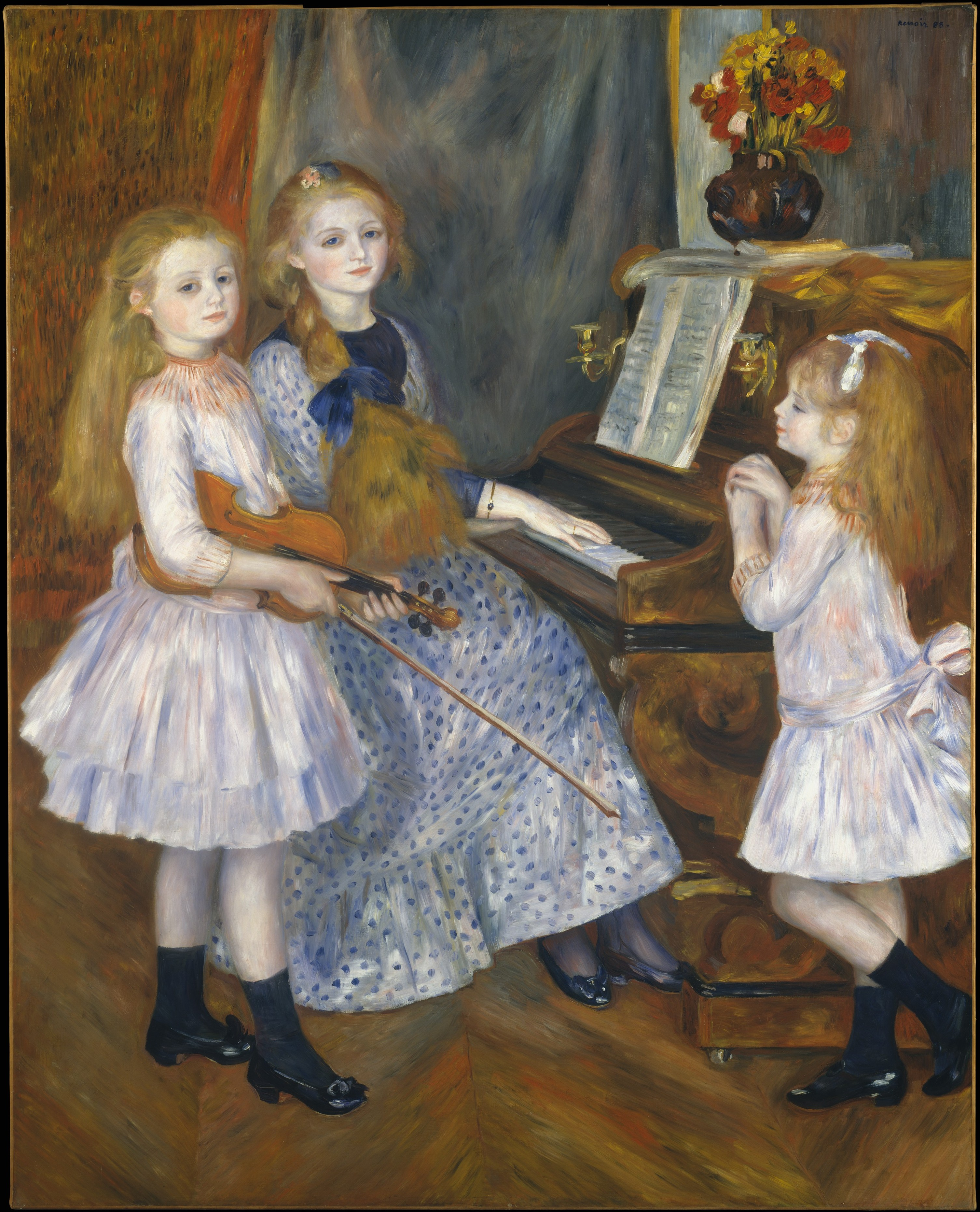
Un ritratto delle figlie di Holmès, Huguette, Claudine ed Helyonne, di Auguste Renoir, 1888. Metropolitan Museum of Art, New York.

Holmes nacque a Parigi dall'irlandese Charles William Scott Dalkeith Holmes di Youghal, nella contea di Cork, e da Tryphina Anna Constance Augusta Shearer (1811-1858). Il suo padrino fu Alfred de Vigny. Nonostante avesse mostrato talento al pianoforte, non le fu permesso di studiare al Conservatorio di Parigi, ma prese lezioni private. Sviluppò il suo modo di suonare il pianoforte sotto la guida della pianista locale Mademoiselle Peyronnet, dell'organista della cattedrale di Versailles Henri Lambert e di Hyacinthe Klosé. Mostrò inoltre alcune delle sue prime composizioni a Franz Liszt. Intorno al 1876 divenne allieva di César Franck, che considerava come il suo vero maestro. Guidò poi il gruppo di studenti di Franck che nel 1891 commissionò per la tomba del compositore belga un medaglione di bronzo ad Auguste Rodin.
Camille Saint-Saëns scrisse di Holmès sulla rivista Harmonie et Mélodie: "Come i bambini, le donne non hanno idea degli ostacoli e la loro forza di volontà rompe tutte le barriere. Mademoiselle Holmès è una donna, un'estremista". Come altre compositrici del diciannovesimo secolo, tra cui Fanny Mendelssohn e Clara Schumann, Holmès pubblicò alcune delle sue prime opere con uno pseudonimo maschile ("Hermann Zenta"), perché le donne nella società europea in quel momento non erano considerate seriamente come artiste ed erano scoraggiate dall'editoria.
Per la celebrazione del centenario della Rivoluzione francese del 1889, Holmès fu incaricata di scrivere l'Ode trionfale per l'Esposizione universale di Parigi, un'opera che richiedeva circa 1.200 musicisti. Si guadagnò la reputazione di compositrice di programmi musicali con significato politico, come i suoi poemi sinfonici Irlande e Pologne.
Holmès non si sposò mai, ma convisse con il poeta Catulle Mendès; la coppia ebbe cinque figli, tra cui:
- Huguette Mendès (1871-1964)
- Claudine Mendès (1876-1937)
- Helyonne Mendès (1879-1955)

Holmès lasciò in eredità la maggior parte dei suoi manoscritti musicali al Conservatorio di Parigi.

## Opere

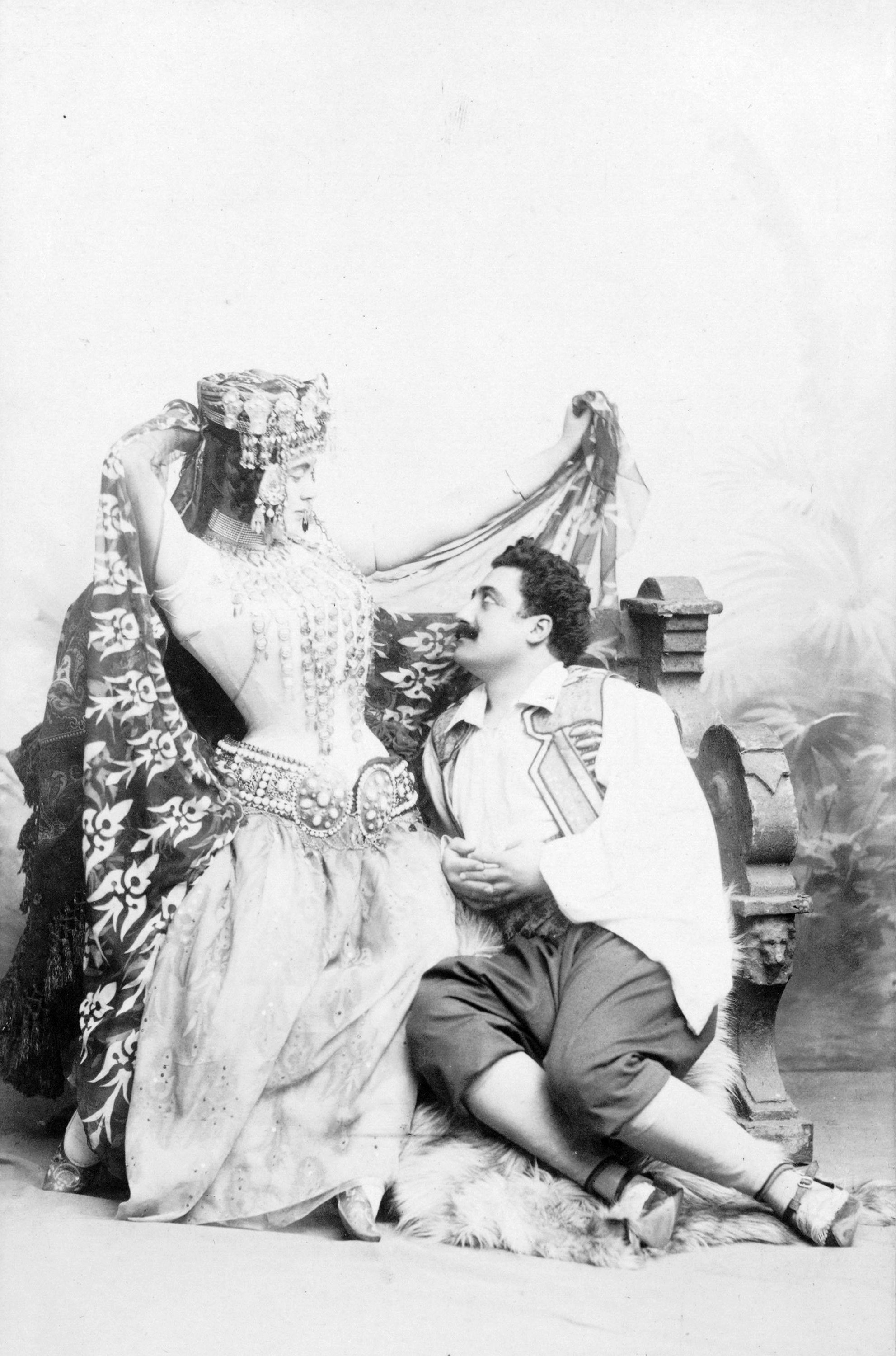
Maurice Renaud e Lucienne Bréval nell'opera di Augusta Holmès La Montagne noire.

(elenco parziale)

### Opere
- Héro et Leandre (1875) opera in un atto [3]
- Lancelot du lac, opera in tre atti (inedita)
- La Montagne noire, opera in quattro atti (1885), Parigi, Opéra, 8 febbraio 1895

### Cantate
- Astarté, poema musicale (1871, inedito)
- Lutèce, sinfonia drammatica (1877)
- Les Argonautes, sinfonia drammatica (1880)
- Ludus pro patria, ode sinfonica(1888)
- Au pays bleu, suite sinfonica (c.1888)
- Une Vision de Sainte Thérèse per soprano e orchestra (c.1888)
- Ode triomphale en l'honneur du centenaire de 1789 (1889)
- Hymne à la paix (1890)
- Hymne à Apollo (1890 circa)
- La Belle au bois lirica drammatica (1902)
- La Vision de la reine, cantata

### Opere orchestrali
- Ouverture pour une comédie, poema sinfonico (prima del 1870)
- Roland furieux (1876)
- Irlande, poema sinfonico (1882)
- Andromède, poema sinfonico (1883)
- Pologne, poema sinfonico (1883)
- La Nuit et l'amour (1888)

### Musica da camera
- Minuetto per quartetto d'archi (1867)
- Trois petites pièces per flauto e pianoforte (1879)
- Fantaisie in do minore, per clarinetto e pianoforte (1900)
- Molto lento per clarinetto e pianoforte

### Musica per pianoforte
- Rêverie tzigane (1887)
- Ce qu'on entendit dans la nuit de Noël (1890)
- Ciseau d'hiver (1892)

### Canzoni, raccolte di canzoni
(elenco selettivo)
- Les Sept ivresses : 1. L'Amour ; 2. Le Vin ; 3. La Gloire ; 4. La Haine ; 5. Le Rêve ; 6. Le Désir ; 7. L'Or (1882)
- Popolari Trois Chansons : 1. Mignonne ; 2. Pagine di Les Trois ; 3. La Princesse (1883)
- Noël: Trois anges sont venus ce soir (1884)
- En Chemin (1886)
- Hymne à Eros (1886)
- Fleur de neige (1887)
- La Chanson de gas d'Irlande (1891)
- Berceuse (1892)
- Contes divines (1892–185): 
  - 1. L'Aubepine de Saint Patrick (1892);
  - 2. Les Lys bleus (1892);
  - 3. Le Chemin de ciel (1893);
  - 4. La Belle Madeleine (1893);
  - 5. La Légende de Saint Amour (1893);
  - 6. Les Moutons des anges (1895)
- Noël d'Irlande (1896)